# Боббі Комб
Джеймс Роберт "Боббі" Комб (англ. James Robert "Bobby" Combe, 29 січня 1924, Лейт — 19 грудня 1991) — шотландський футболіст, що грав на позиції півзахисника, зокрема, за клуб «Гіберніан», а також національну збірну Шотландії. По завершенні ігрової кар'єри — тренер.
Триразовий чемпіон Шотландії. 

## Клубна кар'єра
У футболі дебютував 1941 року виступами за команду «Гіберніан», в якій провів сімнадцять сезонів, взявши участь у 257 матчах чемпіонату.  За цей час тричі виборював титул чемпіона Шотландії.
Завершив ігрову кар'єру у команді «Дамбартон», за яку виступав протягом 1958—1960 років.

## Виступи за збірну
1948 року дебютував в офіційних матчах у складі національної збірної Шотландії. Протягом кар'єри у національній команді провів у її формі 3 матчі, забивши 1 гол.
Був присутній в заявці збірної на чемпіонаті світу 1954 року у Швейцарії, але на поле не виходив. 

## Кар'єра тренера
Розпочав тренерську кар'єру, ще продовжуючи грати на полі, 1957 року, увійшовши до тренерського штабу клубу «Гіберніан».
Останнім місцем тренерської роботи був клуб «Дамбартон», головним тренером команди якого Боббі Комб був з 1959 по 1960 рік.
Помер 19 грудня 1991 року на 68-му році життя.

## Титули і досягнення
- Чемпіон Шотландії (3):

«Гіберніан»: 197-1948, 1950-1951, 1951-1952